# 大连湾站
大连湾站位于中华人民共和国辽宁省大连市甘井子区大连湾街，是大连地铁3号线的地铁车站，于2003年5月1日随3号线一期开通启用。
2020年7月22日，因2019冠状病毒病辽宁省疫情影響，车站暂时关闭，8月21日，本站解封，恢复运营。

## 位置
大连湾站位于甘井子区振兴路与大连湾街路口东北侧。

## 车站结构
大连湾站为侧式站台高架站。
| F2 站台 | 侧式站台，开右边门 | 侧式站台，开右边门             |
| F2 站台 | 轨道               | ← █ 3号线往大连站方向（后盐）  |
| F2 站台 | 轨道               | █ 3号线往金石滩方向（金马路）→ |
| F2 站台 | 侧式站台，开右边门 |                                |
| F1 站厅 | 站厅               | 自动售票机、进站闸机           |

## 车站出口
本站设有2个出入口，均位于大连湾街东侧。
| 出口编号 | 出口指示 | 建议前往的目的地                                   |
| -------- | -------- | -------------------------------------------------- |
| 出口 · A |          | 大连湾街、凯洋食品有限公司、大连湾街道养老服务中心 |
| 出口 · B |          | 金湾广场、振兴路、大连湾街道办事处、大连湾中学     |

## 附近公交线路
- - 1001、1003、1004、1006、1022、2005、2006路公交车。

- - 1001、1003、1004、1006、1022、2001、2005、2006路公交车。